# Deutsch-Russische Juristenvereinigung
Die Deutsch-Russische Juristenvereinigung e.V. (DRJV) ist eine 1988 gegründete bilaterale Juristenvereinigung mit Sitz in Hamburg. Sie hat etwa 300 Mitglieder aus Deutschland, Russland und weiteren Ländern.

## Entstehung
Die Vereinigung wurde im Spätsommer 1988 unter der Bezeichnung Vereinigung für deutsch-sowjetisches Wirtschaftsrecht e.V. gegründet. Die Gründung in der Phase der Perestroika entsprach einem erstarkten Interesse an Wirtschaftsbeziehungen mit der Sowjetunion und deren rechtlicher Regulierung. Die für die Gründung maßgeblichen Personen waren Jan-Peter Waehler (1934–2002), Osteuropareferent am Max-Planck-Institut für Ausländisches und Internationales Privatrecht in Hamburg, und Peter Erlinghagen (1932–1994) vom Institut für Recht der Wirtschaft der Universität Hamburg als erster Präsident. Nach dem Tod Erlinghagens wurde Waehler der Präsident des Vereins.
Nach dem Untergang der Sowjetunion änderte der Verein seinen Namen in Vereinigung für deutsch-russisches Wirtschaftsrecht e.V., wobei allerdings in der geänderten Satzung festgehalten wurde, dass auch die rechtliche Entwicklung in anderen Nachfolgestaaten der UdSSR mit beobachtet werden sollte. In den 1990er Jahren lag ein Schwerpunkt der Arbeit der Vereinigung auf dem Bereich des Wirtschaftsrechts und hier besonders beim Gesellschaftsrecht. Die Vereinigung veranstaltete zahlreiche Konferenzen und Seminare zur Neugestaltung der Rechtsordnung Russlands mit deutschen und russischen Wissenschaftlern und Praktikern. Sie gab außerdem einen mindestens zweimal jährlich erscheinenden Newsletter über aktuelle Entwicklungen des russischen Rechts und aktuelle Diskussionen rechtspolitischer Themen unter dem Titel Mitteilungen der Vereinigung für deutsch-russisches Wirtschaftsrecht e.V. – Recht und Praxis der deutsch-russischen Wirtschaftsbeziehungen heraus. Insgesamt sind 60 Ausgaben dieses Newsletters erschienen. 
Im Jahr 2002 verstarb Jan-Peter Waehler und Hans Janus folgte ihm im Präsidentenamt. In dieser Zeit wurde die Regionalisierung der Vereinigung mit Arbeitsgruppen in größeren deutschen Städten begonnen und eine Internet-Präsenz geschaffen.
Eine große Veränderung erfolgte im Jahr 2011. Eine andere bilaterale Vereinigung mit nur sehr geringer Mitgliederzahl und wenigen Aktivitäten mit Namen Deutsch-Russische Juristenvereinigung e.V. in Berlin und die Hamburger Vereinigung für deutsch-russisches Wirtschaftsrecht e.V. beschlossen, sich zu einer Vereinigung zusammenzuschließen. Zu diesem Zweck traten die meisten Mitglieder der Berliner Vereinigung der Hamburger Vereinigung bei. Diese änderte ihren Namen in Deutsch-Russische Juristenvereinigung e.V. und die gleichnamige Vereinigung in Berlin wurde aufgelöst.
Ab 2017 war Rainer Wedde, Hochschule RheinMain, Wiesbaden, Vorsitzender der DRJV. Nach seinem Rücktritt vom Amt des Vorsitzenden wurde die DRJV amtierend von Tanja Galander und Hans Janus geführt, seit der Mitgliederversammlung im Juni 2024 von Tanja Galander und Axel Boës.
Bei der Mitgliederversammlung im Juni 2022 wurde die „Frankfurter Erklärung der Deutsch-Russischen Juristenvereinigung zum Rechtsdialog mit Russland in schwerer Zeit“ verabschiedet. Die DRJV missbilligt darin den von Russland gegen die Ukraine geführten Krieg. Es gebe keinerlei völkerrechtliche, politische oder sonstige Gründe, die es erlaubten, die Friedensordnung in Europa zu zerstören. Die DRJV betont, Juristen dürften nur dem Recht, dem Gesetz und der Gerechtigkeit verpflichtet sein. Willkür und Rechtsbruch würden von der DRJV auf das schärfste abgelehnt und bekämpft. In der Präambel der Satzung findet sich der Hinweis: "Die Deutsch-Russische Juristenvereinigung sieht sich den Prinzipien von Rechtsstaatlichkeit, Menschenrechten, Demokratie und Völkerverständigung als tragendem Fundament ihrer Tätigkeit verpflichtet".

## Ziele und Aktivitäten

### Satzungsmäßige Ziele
Wie bei den anderen bilateralen Juristenvereinigungen steht auch bei der DRJV die Vertiefung der Kenntnisse des ausländischen Rechts, die Rechtsvergleichung und die Schaffung eines Netzwerkes von Wissenschaftlern und Praktikern mit beruflichem Schwerpunkt in diesem Bereich im Vordergrund. Veranstaltungen regionaler und überregionaler Art finden hauptsächlich in Deutschland oder online statt. Hochschulkooperationen werden begleitet und unterstützt. Für Juristen mit vergleichbaren fachlichen Schwerpunkten werden Arbeitskreise und internetbasiert Fachgruppen angeboten.

### Veranstaltungen
Die wichtigste Veranstaltung der DRJV ist die Jahrestagung, die seit 2014 durchgeführt wird. Veranstaltungsorte waren Berlin, Frankfurt, Düsseldorf, Hamburg und München. Des Weiteren werden Fachveranstaltungen zu einzelnen Schwerpunktthemen an verschiedenen Orten Deutschlands angeboten. Auf regionaler Ebene finden Stammtischveranstaltungen statt. Solche regionalen Stammtische gibt es auch in Österreich und in der Schweiz. Aktivitäten der DRJV in Russland wurden 2022 ausgesetzt und ruhen zurzeit.

### Publikationen
Seit 2016 gibt die DRJV anstelle der früheren Mitteilungshefte die zweimal jährlich im Berliner Wissenschafts-Verlag erscheinende Deutsch-Russische Rechtszeitschrift DRRZ heraus. In dieser Zeitschrift erscheinen Fachbeiträge in Deutsch, Russisch oder Englisch sowie in Tabellenform mit Erläuterungen die wichtigsten Änderungen im russischen Recht.
Im selben Verlag wird auch die Schriftenreihe der DRJV veröffentlicht, in der bisher drei Bände erschienen sind, zuletzt das von Rainer Wedde im Jahr 2020 herausgegebene Buch Die Reform der russischen Verfassung.
In einem Blog wird kontinuierlich über aktuelle Ereignisse im deutsch-russischen Rechtsverkehr berichtet, darunter auch zu relevanten Gerichtsentscheidungen.
In vier umfangreichen kostenfreien Internetveröffentlichungen stellt die DRJV Informationen zum deutschen Recht in russischer Sprache zur Verfügung.
Empfehlungen zur Übersetzung russischer Fachtermini werden in einem interdisziplinären Arbeitskreis mit Übersetzern und Dolmetschern erarbeitet und ebenfalls veröffentlicht.

### Deutsch-Russischer Juristenpreis
Die DRJV vergab einmal jährlich den Deutsch-Russischen Juristenpreis. Mit einem Preisgeld von je 1.000 EUR wurden jeweils eine deutsche und eine russische rechtsvergleichende Arbeit in zwei Kategorien ausgezeichnet: Studentische und wissenschaftliche Arbeiten. Der Juristenpreis wurde durch Sponsoren finanziert und gemeinschaftlich von verschiedenen Institutionen verliehen. Organisation und Verantwortung lagen bei der DRJV.  Die Vergabe des Deutsch-Russischen Juristenpreises wurde ebenfalls 2022 vorerst eingestellt.

## Vorstand und Vereinsleben
Dem Vorstand der DRJV gehören 9 Mitglieder an, die Vorsitzenden sind Tanja Galander und Axel Boës. Regionale Kreise mit eigenen Veranstaltungen gibt es in Berlin, Hamburg, München, Rhein-Main, Rhein-Ruhr, Sachsen und Stuttgart sowie in Graz und Zürich. Die DRJV kooperiert u. a. mit den Fachhochschulen und Universitäten in Berlin, Hamburg, Kiel, Köln, Passau, Potsdam, Regensburg, Wiesbaden, Wismar. Eine Kooperationsvereinbarung mit der Juristischen Fakultät der Moskauer Staats-Universität (Lomonossow-Universität) wurde nach dem völkerrechtswidrigen Angriff Russlands auf die Ukraine 2022 nicht fortgesetzt.